# Kim Soo-nyung
Dans ce nom, le nom de famille, Kim, précède le nom personnel.
Kim Soo-nyung, née le 5 avril 1971 à Séoul, est une archère sud-coréenne. Elle est considérée comme la plus grande archère de l'histoire du tir à l'arc.

## Palmarès
- Jeux olympiques
  -  Médaille d'or en individuel aux Jeux olympiques d'été de 1988 à Séoul.
  -  Médaille d'or en équipe aux Jeux olympiques d'été de 1988 à Séoul.
  -  Médaille d'or en équipe aux Jeux olympiques d'été de 1992 à Barcelone.
  -  Médaille d'or en équipe aux Jeux olympiques d'été de 2000 à Sydney.
  -  Médaille d'argent en individuel aux Jeux olympiques d'été de 1992 à Barcelone.
  -  Médaille de bronze en individuel aux Jeux olympiques d'été de 2000 à Sydney.

- Championnats du monde
  -  Médaille d'or en individuel en 1989 à Lausanne.
  -  Médaille d'or en équipe en 1989 à Lausanne.
  -  Médaille d'or en individuel en 1991 à Cracovie.
  -  Médaille d'or en équipe en 1991 à Cracovie.

- Jeux asiatiques
  -  Médaille de bronze en individuel en 1990 à Beijing.